# Simcoe (jezioro)
Simcoe – eutroficzne jezioro w Kanadzie w prowincji Ontario.
- Powierzchnia: 743 km²
- Długość: 48 km

Na jednej z licznych wysp – Georginie – jest położony rezerwat Indian.

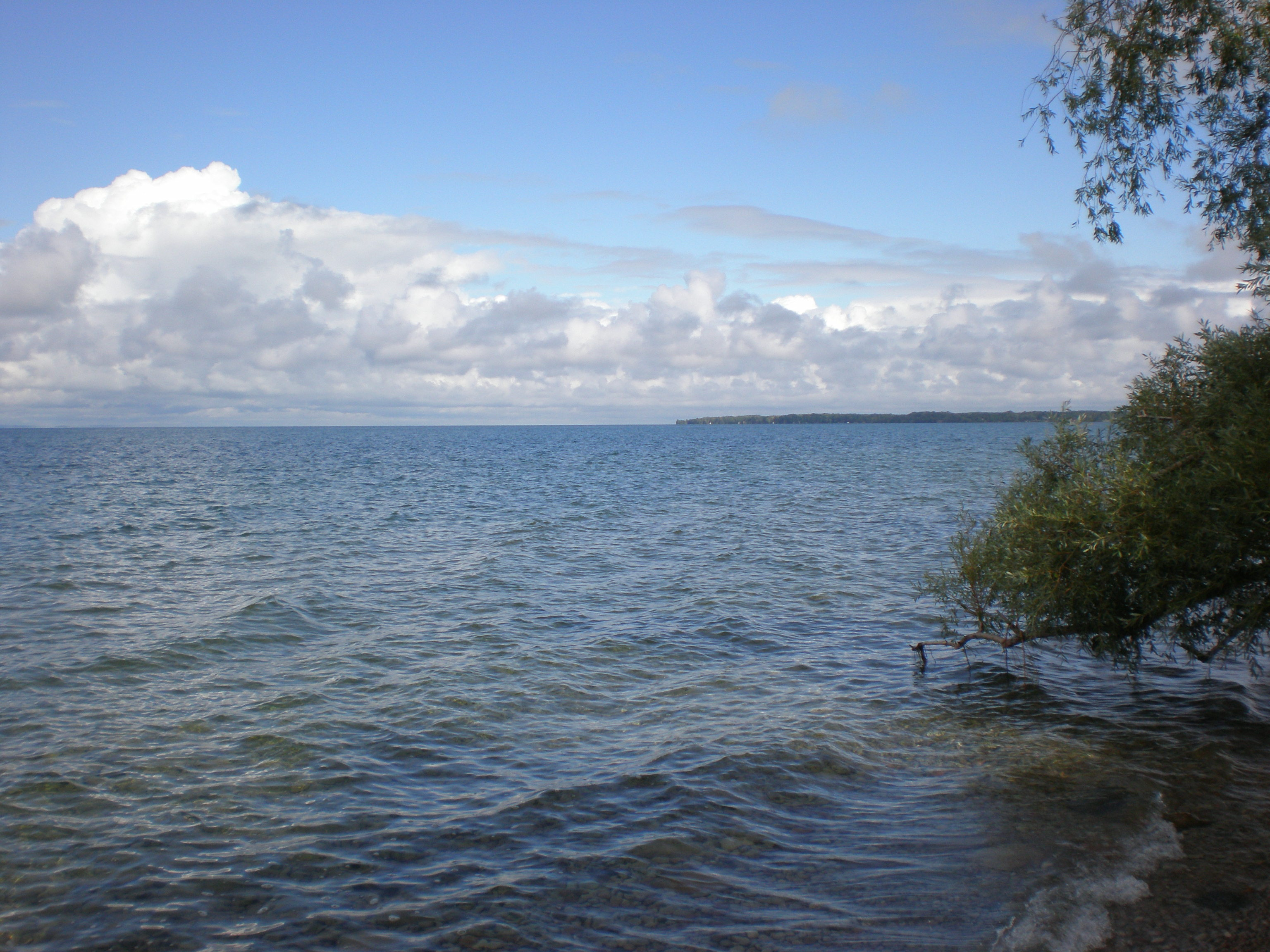
Widok jeziora Simcoe

Większe miasta: Barrie, Orillia.